# Hanches
Hanches és un municipi francès, situat al departament de l'Eure i Loir i a la regió de Centre – Vall del Loira. L'any 2007 tenia 2.618 habitants.

## Demografia

### Població
El 2007 la població de fet de Hanches era de 2.618 persones. Hi havia 964 famílies, de les quals 168 eren unipersonals (88 homes vivint sols i 80 dones vivint soles), 316 parelles sense fills, 412 parelles amb fills i 68 famílies monoparentals amb fills.
La població ha evolucionat segons el següent gràfic:
Habitants censats

### Habitatges
El 2007 hi havia 1.042 habitatges, 968 eren l'habitatge principal de la família, 28 eren segones residències i 47 estaven desocupats. 933 eren cases i 106 eren apartaments. Dels 968 habitatges principals, 795 estaven ocupats pels seus propietaris, 151 estaven llogats i ocupats pels llogaters i 22 estaven cedits a títol gratuït; 18 tenien una cambra, 55 en tenien dues, 114 en tenien tres, 217 en tenien quatre i 563 en tenien cinc o més. 832 habitatges disposaven pel capbaix d'una plaça de pàrquing. A 376 habitatges hi havia un automòbil i a 552 n'hi havia dos o més.

### Piràmide de població
La piràmide de població per edats i sexe el 2009 era:
| Homes | Edats   | Dones |
| ----- | ------- | ----- |
| 0     | 95 o +  | 2     |
| 0     | 90 a 94 | 8     |
| 2     | 85 a 89 | 24    |
| 6     | 80 a 84 | 3     |
| 10    | 75 a 79 | 23    |
| 36    | 70 a 74 | 27    |
| 50    | 65 a 69 | 41    |
| 56    | 60 a 64 | 37    |
| 59    | 55 a 59 | 61    |
| 74    | 50 a 54 | 83    |
| 116   | 45 a 49 | 127   |
| 115   | 40 a 44 | 118   |
| 107   | 35 a 39 | 91    |
| 65    | 30 a 34 | 89    |
| 69    | 25 a 29 | 48    |
| 74    | 20 a 24 | 44    |
| 103   | 15 a 19 | 100   |
| 90    | 10 a 14 | 98    |
| 89    | 5 a 9   | 89    |
| 53    | 0 a 4   | 50    |

## Economia
El 2007 la població en edat de treballar era de 1.774 persones, 1.381 eren actives i 393 eren inactives. De les 1.381 persones actives 1.304 estaven ocupades (681 homes i 623 dones) i 76 estaven aturades (41 homes i 35 dones). De les 393 persones inactives 155 estaven jubilades, 154 estaven estudiant i 84 estaven classificades com a «altres inactius».

### Ingressos
El 2009 a Hanches hi havia 963 unitats fiscals que integraven 2.664 persones, la mediana anual d'ingressos fiscals per persona era de 23.353 €.

### Activitats econòmiques
Dels 95 establiments que hi havia el 2007, 1 era d'una empresa alimentària, 3 d'empreses de fabricació d'altres productes industrials, 15 d'empreses de construcció, 29 d'empreses de comerç i reparació d'automòbils, 4 d'empreses de transport, 3 d'empreses d'hostatgeria i restauració, 2 d'empreses d'informació i comunicació, 1 d'una empresa financera, 8 d'empreses immobiliàries, 14 d'empreses de serveis, 7 d'entitats de l'administració pública i 8 d'empreses classificades com a «altres activitats de serveis».
Dels 34 establiments de servei als particulars que hi havia el 2009, 1 era una gendarmeria, 1 una oficina bancària, 6 tallers de reparació d'automòbils i de material agrícola, 1 taller d'inspecció tècnica de vehicles, 1 paleta, 4 guixaires pintors, 2 fusteries, 4 lampisteries, 3 electricistes, 1 empresa de construcció, 2 perruqueries, 2 restaurants, 5 agències immobiliàries i 1 tintoreria.
Dels 9 establiments comercials que hi havia el 2009, 1 era un hipermercat, 1 una botiga de menys de 120 m², 1 una fleca, 3 botigues de roba, 2 perfumeries i 1 una joieria.
L'any 2000 a Hanches hi havia 7 explotacions agrícoles.

## Equipaments sanitaris i escolars
L'únic equipament sanitari que hi havia el 2009 era una farmàcia.
El 2009 hi havia una escola elemental.

## Poblacions més properes
El següent diagrama mostra les poblacions més properes.